# 大别山姬蛙
大别山姬蛙（学名：Microhyla dabieshanensis），一种分布于中国安徽省大别山地区的两栖动物，隶属于姬蛙科姬蛙属。模式产地为安徽省霍山县佛子岭省级自然保护区内的大化坪镇青枫岭村。本种先前被鉴定为合征姬蛙（Microhyla mixtura）。2022年安徽大学的研究人员基于分子系统学、形态学和生物声学的研究结果发现它们与姬蛙属已知物种间存在差异，故将其描述为新种。 